# Daxophone
Le daxophone, inventé par Hans Reichel, est un instrument de musique expérimental, de la famille des idiophones. Il se compose d'une fine lame de bois fixée à l'une de ses extrémités par un bloc, parfois monté sur trépied, et muni d'un ou plusieurs microphones piézoélectriques. Il est habituellement joué à l'archet, mais peut également être pincé, à la manière d'une règle que l'on fait vibrer sur le bord d'une table. Les vibrations produites sont retransmises par le bloc de fixation et captées par le micro.
Un large éventail de timbres, proches de la voix humaine, peut être produit, selon la nature du bois, la forme de la lame, l’emplacement de l'excitation et du bloc de bois fretté, ou "dax", qui sert à moduler la hauteur de la note.

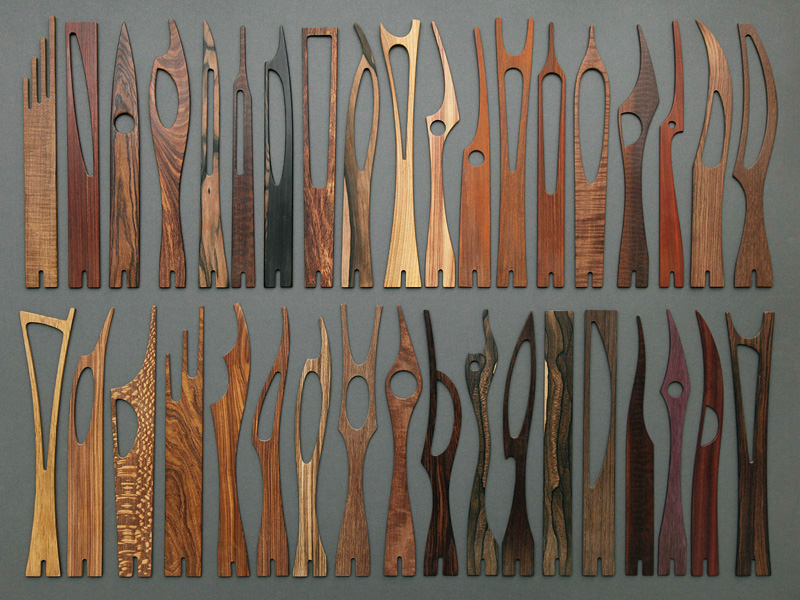
Différents modèles de lames pour daxophone.

Reichel a documenté l'instrument de manière à le rendre facilement réalisable par toute personne familière avec le travail du bois. Un plan est téléchargeable depuis son site internet avec une série de lames de différentes formes, présentées à la manière d'un police de caractères, clin d’œil à l'activité de typographe de l'inventeur.
Luthier expérimental Yuri Landman a conçu une version DIY et organise des ateliers où les participants construisent eux-mêmes leur propre instrument en environ quatre heures.